# Chicago Marathon 1999
De Chicago Marathon 1999 vond plaats op 24 oktober 1999 in Chicago. 
Bij de mannen won de Marokkaan Khalid Khannouchi in een tijd van 2:05.42. Met deze tijd verbeterde hij het wereldrecord op de marathon. Bij de vrouwen won de Keniaanse Joyce Chepchumba in een tijd van 2:25.59 .
In deze wedstrijd finishten in totaal 27.870  marathonlopers, waarvan 13.172 mannen en 6807 vrouwen. 

## Uitslagen

### Mannen
| rang   | naam               | land | tijd    |
| ------ | ------------------ | ---- | ------- |
| Goud   | Khalid Khannouchi  | MAR  | 2:05.42 |
| Zilver | Moses Tanui        | KEN  | 2:06.16 |
| Brons  | Ondoro Osoro       | KEN  | 2:08.00 |
| 4      | David Morris       | USA  | 2:09.32 |
| 5      | Simon Bor          | KEN  | 2:09.35 |
| 6      | Eder Moreno Fialho | BRA  | 2:09.36 |
| 7      | Joseph Kahugu      | KEN  | 2:09.37 |
| 8      | James Kariuki      | KEN  | 2:11.14 |
| 9      | Simon Lopuyet      | KEN  | 2:11.18 |
| 10     | Thabiso Moqhali    | LES  | 2:11.44 |

### Vrouwen
| rang   | naam              | land | tijd    |
| ------ | ----------------- | ---- | ------- |
| Goud   | Joyce Chepchumba  | KEN  | 2:25.59 |
| Zilver | Margaret Okayo    | KEN  | 2:26.00 |
| Brons  | Elana Meyer       | RSA  | 2:27.17 |
| 4      | Colleen De Reuck  | RSA  | 2:27.30 |
| 5      | Irina Bogacheva   | KGZ  | 2:27.46 |
| 6      | Libbie Hickman    | USA  | 2:28.34 |
| 7      | Marian Sutton     | GBR  | 2:28.42 |
| 8      | Renata Paradowska | POL  | 2:31.59 |
| 9      | Albina Gallyamova | RUS  | 2:32.24 |
| 10     | Kristy Johnston   | USA  | 2:32.34 |

1977 ·
1978 ·
1979 ·
1980 ·
1981 ·
1982 ·
1983 ·
1984 ·
1985 ·
1986 ·
1987 ·
1988 ·
1989 ·
1990 ·
1991 ·
1992 ·
1993 ·
1994 ·
1995 ·
1996 ·
1997 ·
1998 ·
1999 ·
2000 ·
2001 ·
2002 ·
2003 ·
2004 ·
2005 ·
2006 ·
2007 ·
2008 ·
2009 ·
2010 ·
2011 ·
2012 ·
2013 · 
2014 · 
2015 · 
2016 · 
2017 · 
2018 · 
2019 · 
2021 · 
2022 · 
2023